# Бајкалско језеро
Бајкалско језеро (рус. Озеро Байкал) налази се у источном делу азијске Русије. Оно је најдубље језеро на свету и друго по површини у Азији (одмах после Каспијског мора). Административно се налази у две области, у Иркутској области и у Бурјатији.
Име долази од татарског баи-кул', „богато језеро“ или од јакутског Бајагал ~ Велико Језеро.
Познато је и под називом „плаво сибирско око“. С обзиром на своју дубину од 1642 m и велику површину (31.500 km²) у језеру се налази преко 23000 km³ чисте слатке воде, што износи преко 20% светских залиха слатке воде. Оно садржи више воде од северноамеричких Великих језера заједно. Провидност воде језера достиже до 40,2 метра.
У језеру се налази 27 острва од којих је највеће Олхон (742 km²). Претпоставља се да је старост Бајкалског језера између 25 и 35 милиона година. У језеро се улива око 336 река које му заједно дају 47,16 km³ воде годишње. Најважнија од тих река су Селенга и Баргузин. Само Селенга у језеро улива 13,92 km³ воде или 29,51%. Ушћа река су делте. Међутим, из језера истиче само једна река — Ангара, дуга 1779 km, десна притока Јенисеја и односи просечно 1920 m³ воде у секунди. Површина слива језера износи 557.000 km²
Вода Бајкалског језера се користи за пиће. Зими се леди до дубине од 1 метра и остаје залеђена од јануара до маја. Током зиме, када је цела површина језера прекривена дебелом леденом кором, режу се коцке леда и разносе на продају по околним насељима.
Око језера су планински венци високи између 1180 и 2575 m који каналишу уздужне ветрове на језеру. То су са севера верховник, а са југа култук. Верховник дува брзином око 20 m по секунди и подиже таласе на југу језеру високе и до 4,5 m, док су таласи култука високи до 3,5 m на средњем и северном делу језера. Посебно опасни за пловидбу су ветрови попречног правца, нарочито слаповити ветар сарма. Он дува са Приморског венца на западној страни језера, спуштајући се низ долину обалу реке Сарме, када достиже брзину између 40 о 50 m по секунди. Обично се простире на језеру до 20 km од обале, јер даље слаби али повремено достиже и до источних обала. Сарма подиже таласе и до пет метара на средњем делу језера.
Забележен је догађај да је крајем септембра 1902. године пароброд „Александар Невски“ теглио три шлепа на којима су били рибари и њихове породице који су се враћали на крају сезоне риболова. Изненада је дунула сарма таквом снагом да је капетан пароброда наредио да се пресече паламар ~ дебело уже којим су били тегљени шлепови, и да се они препусте судбини. Последњи шлеп на везу ветар и таласу су насукали на пешчани плићак, а друга два су се разбила на стенама рта Кобиља глава. У тој катастрофи је настрадало 172 људи.
У јаким олујама северозападног правца највиши таласи достижу висину до пет метара, а југозападно од полуострва Свети Нос чак и до шест метара. Највише таласа на Бајкалској језеру је у касну јесен, пред залеђивање језера.
Порекло језера и даље је научна расправа али се сматра да је Бајкалско језеро део континенталне раселине, такозвани Бајкалски рис (ров), која је настала тектонским померањем плоча, а шири се и продубљује и даље приближно 2 cm годишње. Овде се раздвајају, евроазијска и амуриска плоча правећи пукотину у Земљиној кори. Узрок овога расцепа лежи на крајњем југу где Индијска плоча као клин притиска и раздваја поменуте плоче. Зона Бајкал-рова, која има највећу дубину лежи у региону Бајкалског језера. Ров, у коме се налази језеро, је око 1600 km дуга пукотина, скоро 6 km дубока и са седиментима. Дакле, Бајкал достигне "само" 1642 м дубине и уједно је најдубља криптодепресија на свету са дном на дубини од 1181 м испод површине мора.
У језеру и око њега налази се више од 1.700 врста биљака и животиња, од којих се две трећине не могу наћи нигде другде у свету као што је бајкалска фока. То је једина врста слатководне фоке на свету.
Године 1996, језеро је стављено на листу светске баштине. Оно је исто тако дом Бурјатских племена, која настањују источне обале, гајећи козе, камиле, говеда, и овце, при чему средња температура варира од зимског минимума на −19 °C (−2 °F) до летњег максимума од 14 °C (57 °F).

## Географија и хидрографија
Бајкалско језеро се налази у кланцу, креираном посредством Бајкалске раседне зоне, где се Земљина кора полако раздваја. Са 636 km дужине и 79 km ширине, Бајкалско језеро је највеће површинско слатководно језеро у Азији, са 31.722 km2 (12.248 sq mi), и оно је најдубље језеро на свету са 1642 m. Дно језера је 1186,5 m испод нивоа мора, а испод њега лежи око 7 km седимента, те је под раседа неких 8—11 km (5,0—6,8 mi) испод површине, што га чини најдубљим континенталним рифтом на Земљи. У геолошком погледу, рифт је млад и активан — он се шири за око 2 cm (0,8 in) годишње. Зона раседа је исто тако сеизмички активна; топли извори се јављају у тој области и знатни земљотреси се догађају сваких неколико година. Језеро је подељено у три базена: северни, централни и јужни, са дубинама од око 900 m, 1600 m, и 1400 m. Раседом контролисане акумулационе зоне које се подужу до дубине од око 300 m раздвајају басене. Северни и централни басени су раздвојени Академским гребеном, док област око Селеншке делте и Бугулдејка седла раздваја централни и јужни басен. Језеро дренира река Ангара, која је притока реке Јенисеј. Уочљива је земљишна формација рт Рити на северозападној обали Бајкала.
Старост Бајкала се процењује на 25–30 милиона година, што га чини најстаријим језером геолошкој историји. Оно је јединствено међу великим језерима високих латитуда, јер његови седименти нису били спрани превладавајућим континенталним леденим плочама. Руске, америчке и јапанске кооперативне студије путем дубинског бушења седиментске коре током 1990-их пружиле су детаљни запис климатских варијација током задњих 6,7 милиона година. Дужи и дубљи седиментни узорци се очекују у ближој будућности. Језеро Бајкал је једино затворено слатководно језеро у коме постоји директна и индиректна евиденција гасних хидрата.
Језеро је у потпуности окружено планинама. Бајкалске планине на северној обали, Баргузински ланац на североисточној обали, и тајга су заштићени као национални парк. Језеро садржи 27 острва; највеће од којих је Ољхон. Оно је 72 km дуго и међу језерским острвима треће је по величини у свету. Језеро напаја 330 приливних река. Главне реке које се директно уливају у Бајкал су Селенга, Баргузин, Горња Ангара, Турка, Сарма, и Снежнаја. Језеро се дренира путем једног излива, реке Ангара.
Упркос његове велике дубине, воде језера су добро измешане и имају знатан садржај кисеоника широм воденог стуба, у поређењу са устајавањем до кога долази у воденим масама као што су Тангањика и Црно море.

### Температура воде
У језеру Бајкал, температура воде знатно варира у зависности од локације, дубине, и доба године. Током зиме и пролећа, површина се замрзава током 4–5 месеци; од раног јануара до маја–јуна (на северу вода остаје дуже замрзнута). Током тог периода целокупна површина језера је покривена ледом. У просеку, лед досеже дебљину од 0,5—1,4 m (1,6—4,6 ft), али у неким местима са хумкама, дебљина може бити већа од 2 m. Током овог периода, температура се полако повећава са дубином језера; најхладније је у близини ледом покривене површине где је температура у близини тачке смрзавања, а досеже око 3,5—3,8 °C (38,3—38,8 °F) на дубини од око 200—250 m (660—820 ft). Након што се површински лед разбије, површинску воду полако загрева сунце, и у јуну, горњих 300 m постају хомотермични (имају исту температуру) услед мешања воде. Сунце наставља да загрева површински слој, и она на свом врхунцу у августу може да досегне око 16 °C на главним секцијама и 20 °C у плитким заливима јужне половине језера. Током тог периода, образац је обрнут у односу на зиму и пролеће, јер температура воде пада са повећањем дубине. Са почетком јесени, површинска температура поново пада и други хомотермички период горњих 300 m се јавља у новембру. У дубљим деловима језера, од око 300 m, температура је веома стабилна на 3,1—3,4 °C (37,6—38,1 °F) са само мањим годишњим варијацијама.
Просечна температура површине је порасла за скоро 1,5 °C (34,7 °F) у задњих 50 година, што има за исход краће периоде током којих је језеро замрзнуто. На неким локацијама, хидротермални извори са водом која може да има око 50 °C су нађени. Они су присутни углавном у дубокој води, али су локално пронађени и у релативно плиткој води. Они имају веома мало утицаја на температуру језера због његове огромне запремине.

## Истраживања
Неколико организација је спровело природно истраживачке пројекте на Бајкалском језеру. Већина њих су владине организације или су асоциране са владиним организацијама. Бајкалски истраживачки центар је независна истраживачка организација која се бави образовним и истраживачким пројектима о животној средини на Бајкалском језеру.
У јулу 2008, Русија је послала две мале подморнице, Мир-1 и Мир-2, да се спусте 1592 m до дна језера Бајкал и спроведу геолошке и биолошке тестове у том јединственом екосистему. Иако су мисије проглашене успешним, оне нису поставиле рекорд за најдубље слатководно роњење, јер је досегнута дубина од само 1580 m. Рекорд тренутно држи Анатоли Сагалевић, са 1637 m (такоће у језеру Бајкал у Pisces подморници 1990. године). Русски научник и федерални политичар Артур Чилингаром, воћа мисије, учествовао је у роњењима Мира.
Од 1993, истраживања неутрина су спровођена путем Бајкалског дубинског подводног неутринског телескопа (BDUNT). Бајкалски неутрински телескоп НТ-200 се развија у језеру Бајкал, 3.6 km од обале на дубини од 1,1 km. Он се састоји од 192 оптичка модула.

## Галерија
- Језеро Бајкал виђено из сателита
- Пролетњи лед се топи на Бајкалском језеру, 4. маја: уочљив је ледом покривен северни део, док је највећи део јужног дела већ ослобођен од леда.
- Круг танког леда, пречника од око 4,4 km на јужном крају језера, вероватно узрокован конвекцијом
- Бајкалски рибари лове око 15 комерцијално кориштених врста. Омул, који живи само у Бајкалу, сачињава највећи део улова.[34]
- Острво Огој
- Делта реке Селенга, главне притоке Бајкала
- Планине виђене са Бајкалских обала
- Бајкалска фока
- Лед Бајкал
- Преглед ледног покривача